# Idar (Staat)

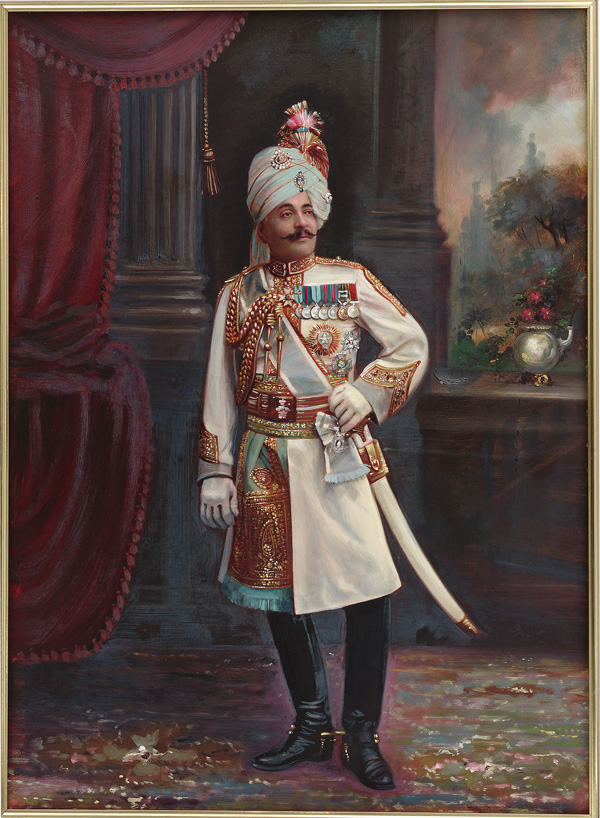
Maharaja Pratap Singh von Idar (zwischen 1900 und 1920)

Idar (Gujarati: ઇડર; Hindi: इडर) war ein Fürstenstaat mit ca. 263.000 Einwohnern und einer Fläche von 4320 km² in Britisch-Indiens in der Region Mahi Kantha im heutigen Bundesstaat Gujarat. Hauptstadt war die Stadt Idar.

## Geschichte
Im Jahre 1728 bemächtigten sich Anand Singh und Rai Singh, zwei Brüder des Raja von Marwar (Jodhpur) vom Clan der Rathore-Rajputen, des Gebietes, angeblich im Auftrag des Großmoguls von Delhi. Kurz darauf eroberten die Marathen Mahi Kantha und der Peshwa annektierte die Hälfte des Landes, die andere Hälfte kam unter die Oberhoheit des Gaekwar von Baroda. Dieser Teil zerfiel 1791 in die fünf Fürstentümer Idar, Ahmadnagar, Morasa (bis 1821), Baad (Bayar; bis 1826) und Soor, die bis 1843 wieder vereinigt wurden, als Raja Takht Singh von Ahmadabad Maharaja von Marwar/Jodhpur wurde. Jawan Singh von Idar wurde Maharaja von Idar und Ahmadnagar (heute Himatnagar). I Jahr 1780 wurde Idar zusammen mit Baroda britisches Protektorat (bis 1947).
Pratap Singh, der in den Jahren 1902–1911 Idar regierte, war von 1878–95 und 1897–1900 Premierminister und 1895–97, 1911–14 und 1918–22 Regent von Marwar/Jodhpur.
Im Jahr 1949 erfolgte der Anschluss an Indien und die Eingliederung in den Staat Bombay. Seit 1960 gehört der nördliche Teil des ehemaligen Staatsgebietes zu Rajasthan, der südliche Teil mit der Stadt Idar dagegen zum Bundesstaat Gujarat.